# 10980 Breimer
10980 Breimer este un asteroid din centura principală de asteroizi.

## Descriere
10980 Breimer este un asteroid din centura principală de asteroizi. A fost descoperit pe 29 septembrie 1973 la Observatorul Palomar de Cornelis Johannes van Houten, Ingrid van Houten-Groeneveld și Tom Gehrels. Asteroidul prezintă o orbită caracterizată de o semiaxă mare de 2,26 ua, o excentricitate de 0,12 și o înclinație de 2,9° în raport cu ecliptica.